# Gilmore Girls
Gilmore Girls is een Amerikaanse dramaserie. In de VS werd de serie oorspronkelijk uitgezonden door zender The WB, later door zender The CW. In Nederland werd Gilmore Girls uitgezonden op Net5 en herhaald door Fox. In België werd Gilmore Girls uitgezonden door Fox met herhalingen van de eerste afleveringen op VIJF. Er zijn zeven seizoenen gemaakt en de serie trok gemiddeld tussen de 400.000 en 500.000 kijkers op Net5. Hiermee was het indertijd het best bekeken programma van Net5, samen met de andere hitseries Grey's Anatomy, Charmed en Desperate Housewives. Ook in de VS had de serie goede kijkcijfers en een vaste groep fans die voortdurend toenam.
In het fictieve Stars Hollow in Connecticut woont Lorelai Victoria Gilmore (Lauren Graham), de opstandige en eigenwijze dochter van twee rijke republikeinen. Op haar zestiende kreeg ze dochter Rory (officiële naam Lorelai Leigh Gilmore, gespeeld door Alexis Bledel). De serie draait om de hechte en moderne relatie die de twee met elkaar hebben.
De eerste aflevering werd uitgezonden op 5 oktober 2000. Na seizoen 7 besloot The CW niet verder te gaan met de serie. De laatste aflevering werd in de Verenigde Staten op 15 mei 2007 uitgezonden. In Nederland op 21 augustus 2007.
In 2016 maakte Netflix een vervolg in de vorm van een vierdelige miniserie Gilmore Girls: A Year in the Life, die in november 2016 op Netflix kwam te staan.

## Verhaal
Lorelai Victoria Gilmore, vernoemd naar de moeder van haar vader, groeide op in Hartford. Haar ouders, Richard (Edward Hermann) en Emily (Kelly Bishop), behoren tot de hogere klasse. Lorelais leven was al helemaal voor haar uitgestippeld, maar ze bleek een eigenwijze vrouw te zijn die helemaal niets moest hebben van de formele en ingehouden wereld van de rijkelui. Al op haar zestiende raakt Lorelai zwanger van haar nauwelijks oudere vriendje Christopher Hayden (David Sutcliffe), ook een vrije geest uit een rijke familie. Terwijl hun ouders onderhandelen over een huwelijk, kijken Christopher en Lorelai vanaf de zijlijn toe. Lorelai krijgt een dochter, die ze naar zichzelf vernoemt (Lorelai Leigh), met de roepnaam Rory. Omdat Lorelai niet wil dat het kind de ambities van Christopher in de weg staat, besluit Lorelai haar dochter alleen op te voeden.
Wanneer Rory één jaar oud is, is de relatie met haar ouders zo slecht, dat Lorelai, ongetrouwd en ongeschoold, wegloopt van huis. Ze vindt kost en inwoning als kamermeisje in een herberg, "The Independence Inn". De herberg staat in een klein plaatsje genaamd Stars Hollow (inwonertal: 9973). Hier groeit Rory op tussen markante individuen als Miss Patty (een dansinstructrice met sterallures), Kirk (een hopeloze man die nog bij zijn moeder woont), Babette (hun oude buurvrouw die vier keer hertrouwd is) en Mrs. Kim (de strenge, Zevendedagadventistische Koreaanse moeder van haar beste vriendin Lane). In het dorp woont ook Luke Danes, de eigenaar van cafetaria "Luke's Diner", waar Lorelais koffieverslaving hoogtij viert.
De serie start in het zestiende levensjaar van de intelligente Rory, het jaar waarin ze wordt toegelaten tot Chilton, een van de meest prestigieuze scholen aan de oostkust. Dit is een zogenoemde 'private school', waar je alleen wordt toegelaten als je slim genoeg bent. Chilton staat bekend als vooropleiding voor onder andere de prestigieuze universiteit Harvard, waarvan Rory dan al weet dat ze er wil gaan studeren.
Lorelai ziet dat Rory misschien kan doen en bereiken wat haarzelf nooit gelukt is en wil de ambities van haar slimme dochter graag ondersteunen. Ze krijgt echter het geld voor deze dure opleiding niet bij elkaar. Hoewel ze met haar ouders, Richard en Emily Gilmore, al die jaren nauwelijks of geen contact heeft gehad, ziet ze uiteindelijk geen andere mogelijkheid. Vernederd wendt ze zich tot haar rijke ouders.
Emily en Richard hebben de vroege jeugd van Rory vrijwel volledig gemist. Wanneer Lorelai bij ze aanklopt voor de lening is Richard bereid het geld te schenken, maar de trotse en zelfstandige Lorelai dringt aan op een lening. Emily ziet dan haar kans om het contact te herstellen: ze wil het geld lenen op voorwaarde dat Lorelai en Rory elke vrijdagavond komen dineren. Dit is het begin van de legendarische 'friday night dinners' en de basis van de serie.
Sookie St. James (Melissa McCarthy) en Michel Gerard (Yanic Truesdale) zijn Lorelais collega's en beste vrienden. Sookie is chef-kok en Michel baliemedewerker in 'The Independence Inn'. Met Lorelai als manager van de herberg is het drie paar handen op één buik. Het is altijd al een droom van met name Sookie en Lorelai geweest om een eigen Inn te runnen. In het jaar dat Rory haar voortgezet onderwijs afrondt, wordt die droom werkelijkheid: ze kopen "The Dragonfly Inn". Lorelai zal toch nog een opleiding afronden wanneer ze, weliswaar niet aan een universiteit, maar aan een hogeschool, haar diploma voor een opleiding Economie haalt.
Rory wordt na Chilton ingeloot voor meerdere universiteiten maar kiest uiteindelijk niet voor Harvard. Ze gaat journalistiek studeren aan Yale, waar haar grootvader ook studeerde. Ze kan geen staatslening krijgen, waardoor Rory ditmaal zelf besluit haar grootouders te vragen om een nieuwe lening  studiegeld. De verplichte 'friday night dinners', waar Lorelai van af dacht te zijn, blijven als enige voorwaarde van Richard en (met name) Emily, nu toch in stand.
Tijdens haar studie krijgt Rory een relatie met Logan Huntzberger, een jongen uit een nog aristocratischere familie dan de Gilmores. Nadat ze bij een familiediner bij de Huntzbergers heel slecht is behandeld door de familie, biedt Logans vader haar, om het goed te maken, een stageplek bij de Stamford Gazette aan. Na een tijdje vertelt hij haar dat 'ze het niet heeft om een journalist te worden'. Rory verliest haar vertrouwen in zichzelf, is helemaal van slag en steelt in een dronken bui samen met Logan een boot. Ze wordt gearresteerd en Lorelai moet haar van het politiebureau halen. Ondanks pogingen van Richard en Emily met een goede advocaat wordt ze veroordeeld tot een taakstraf (vele uren bermen schoonprikken) en stopt met Yale.
In de tijd dat Rory Yale verlaten heeft en bij haar grootouders woont, heeft ze bijna geen contact meer met Lorelai. Hierdoor mist Rory het nieuws over de verloving van Lorelai en Luke, en is de relatie tussen moeder en dochter erg slecht op haar 21e verjaardag. Na het gesprek met Jess, een voormalig vriendje, besluit ze weer contact op te nemen met Lorelai en verhuist ze weer van haar grootouders naar haar moeder. Later keert ze terug naar Yale, geïnspireerd door Jess, die inmiddels zijn eigen novelle geschreven en gepubliceerd heeft. Ze heeft het studeren weer goed te pakken en weet een baan bij de Stamford Gazette te bemachtigen. Doordat Luke wordt geconfronteerd met een eigen tienerdochter waar hij niets van afwist, houdt hij zijn huwelijk met Lorelai af waardoor Lorelai na een tijd en na een ultimatum te hebben gesteld de verloving verbreekt en troost zoekt bij Christopher.
In de laatste afleveringen hernieuwt Lorelai de relatie met Rory's vader Christopher en trouwt ze zelfs met hem in Parijs. Christopher heeft echter moeite met settelen in het kleine Stars Hollow. Christopher begint het leven van Lorelai te proberen te veranderen waardoor een komende breuk al merkbaar is. Nadat Luke voor voogdij van zijn dochter aan Lorelai vraagt een brief te schrijven en Christopher, die hier niets van afwist, per abuis de brief leest, verlaat deze Lorelai. Vlak voor het afstuderen van Rory krijgt Logan een baan aangeboden aan de westkust en vraagt Rory ten huwelijk. Rory vindt het nog te vroeg en wil nog wachten. Logan wil niet wachten en de twee breken de relatie af. Direct na haar afstuderen krijgt Rory een baan aangeboden om voor langere en onbepaalde tijd met een journalistteam op toer te gaan en ze moet al binnen 3 dagen weg. Luke regelt op de dag voor het vertrek van Rory een afscheidsfeest waarbij heel Stars Hollow en Richard en Emily aanwezig zijn. Bang om het contact met Lorelai weer te verliezen probeert Emily haar weer een lening aan te smeren voor haar Inn. Lorelai belooft echter  weer naar de friday night dinner’s te komen. Zodra Lorelai hoort dat Luke het feest heeft geregeld zoekt ze hem op en voor Luke's Diner volgt een diepe omarming en een innige kus. De volgende ochtend moet Rory op reis, maar niet voordat Lorelai en Rory bij Luke langs zijn geweest voor de beste koffie in Stars Hollow.

## Personages

### Lorelai Gilmore
De hippe, intelligente, ietwat vreemde en wereldwijze alleenstaande moeder van Rory Gilmore. Lorelai probeert Rory zo veel mogelijk te helpen met liefdesadvies en lijkt zelf eindelijk de ware te hebben gevonden in Rory's vader, Christopher.
Haar prioriteit in het leven is Rory, met wie ze samen een 'no boys allowed' kliekje begon. De mannen in Lorelais leven verschillen allen van elkaar. Christopher Hayden (David Sutcliffe) is de vader van Rory. De relatie tussen hem en Lorelai is er een van ups en downs. Nadat Christopher aankondigde dat zijn vriendin Sherry zwanger was breekt Lorelai (voor de eerste keer) met hem.
Lorelai is verloofd geweest met Max Medina (Scott Cohen), een docent van Rory. Ze breekt met hem na een gesprek met Christopher. Jason Stiles is de volgende, een zakenpartner van Lorelais vader. Hun relatie verliep goed maar Lorelai wil niet dat haar ouders het te weten komen. Nadat Jason Lorelais vader aanklaagt, verbreekt ze hun relatie. In de laatste seizoenen heeft Lorelai een relatie met Luke (Scott Patterson), van Luke's Diner. Tot Luke erachter komt dat hij een dochter heeft en zijn huwelijk met Lorelai blijft uitstellen. Ze vindt troost bij Christopher, die alleenstaande vader is nadat Sherry is weggelopen naar Parijs. Hij is tevens miljonair door de erfenis van een oudoom. Plotseling trouwen Christopher en Lorelai, maar het huwelijk loopt al na een paar afleveringen vast. Lorelai heeft nog steeds gevoelens voor Luke en daar is Christopher jaloers op. In de allerlaatste aflevering komen Luke en Lorelai weer samen.

### Rory Gilmore
Rory is vijftien in de allereerste aflevering en voelt zich thuis in Stars Hollow. Haar beste vriendin, op haar moeder na, is Lane Kim (Keiko Agena). Op Chilton en later op Yale raakt Rory na verloop van tijd bevriend met Paris Geller (Liza Weil), een niet-sociale, uiterst kristische en drukke jonge vrouw.
Rory is intelligent en studeert in de laatste seizoenen journalistiek aan de universiteit van Yale. Ze is extreem gemotiveerd en meestal de beste in wat ze doet.
Door de seizoenen heen zie je hoe Rory verandert en hoe haar eerste relatie met Dean (Jared Padalecki) ontstaat. Later breekt ze met Dean voor Jess (Milo Ventimiglia), die haar uiteindelijk verlaat. Als Rory eenmaal op Yale zit, ontmoet ze Logan Huntzberger (Matt Czuchry), de zoon van vrienden van haar grootouders, met wie ze eerst een losse en later een vaste relatie krijgt.

### Luke Danes
Luke is de cynische eigenaar van Luke's Diner. Hij is introvert en moeilijk te peilen. Hij heeft een gecompliceerde verhouding met Lorelai, die uiteindelijk uitmondt in een verloving. Ze hebben echter steeds ruzie. Als hij erachter komt dat hij een dochter, April, deelt met een oude vlam, Anna Nardini genaamd, blijft hij de bruiloft met Lorelai uitstellen. Uiteindelijk verbreekt Lorelai de relatie.

### Sookie St. James
Naast Rory de beste vriendin en bovendien zakenpartner van Lorelai. Sookie is de kok in de Dragon Fly. Ze is een vrolijke, soms wat kinderlijke vrouw. Sookie is getrouwd met Jackson Belleville en heeft drie kinderen.

### Lane Kim
Lane is de beste vriendin van Rory. Haar moeder komt uit Korea en voedt haar streng op. Lane heeft moeite met die opvoeding en verbergt in de eerste seizoenen haar echte leven voor haar moeder. Uiteindelijk komt ze er achter, waarna Lane met haar breekt. Lane is een muziekfanaat, ze speelt drums in een band. Met een van de bandleden, Zack, is ze getrouwd. Ze is nu ook zwanger van Zack, die daar erg nuchter op reageert. Lane vindt het echter wat minder leuk. Ze bevalt van twee jongetjes genaamd Kwan en Steve.

### Richard & Emily Gilmore
De ouders van Lorelai. Ze behoren tot de oude rijken van Amerika. Ze betalen Rory's schoolgeld en ze zijn gek op haar. Als Richard besluit met pensioen te gaan, wordt Emily gek van zijn constante aanwezigheid in het huis. Uiteindelijk leven ze gescheiden in hetzelfde huis, Emily in het huis en Richard in de poolhouse. Later komt alles weer goed omdat ze door hebben dat ze toch alle redenen hebben om bij elkaar te zijn en toch echt wel van elkaar houden. Ze gaan zelfs opnieuw trouwen. Door een hartinfarct van Richards kant wordt de relatie nog eens gesterkt;
Vooral Emily maakt Lorelai voortdurend het leven zuur.

### Overige personages
Stars Hollow zit vol met ietwat gestoorde provinciaaltjes, zoals de dorpsidioot Kirk Gleason (Sean Gunn), de lokale theaterdocente Miss Patty (Liz Torres), de vrouwelijke automonteur Gypsy (Rose Abdoo), de burgemeester Taylor Doose (Michael Winters) en Lorelais buurvrouw Babette Dell (Sally Struthers).

## Rolverdeling

### Hoofdpersonages
- Lorelai Victoria Gilmore: Lauren Graham
- Rory Leigh Gilmore: Alexis Bledel
- Emily Gilmore: Kelly Bishop
- Richard Gilmore: Edward Herrmann
- Luke Danes: Scott Patterson
- Sookie St James: Melissa McCarthy
- Dean Forrester: Jared Padalecki
- Jess Mariano: Milo Ventimiglia
- Paris Geller: Liza Weil
- Lane Kim: Keiko Agena
- Michel Gerard: Yanic Truesdale
- Jackson Belleville: Jackson Douglas
- Kirk Gleason: Sean Gunn
- Logan Huntzberger: Matt Czuchry

### Terugkerende personages
- Jason Stiles: Chris Eigemann
- Babette Dell: Sally Struthers
- Patricia "Miss Patty" LaCosta: Liz Torres
- Mrs Kim: Emily Kuroda
- Zach Van Gerbig: Todd Lowe
- Brian Fuller: John Cabrera
- Gil: Sebastian Bach
- Tristan Dugray: Chad Michael Murray
- Doyle Masters: Danny Strong
- Christopher Hayden: David Sutcliffe
- Morey Dell: Ted Rooney
- Sherry Tinsdale: Mädchen Amick
- Taylor Doose: Michael Winters
- Louise Grant: Teal Redmann
- Madelyne Lynn: Shelly Cole
- Max Medina: Scott Cohen
- Lucy: Krysten Ritter

## Productie
De eerste 6 seizoenen van de serie zijn bedacht en geproduceerd door Amy Sherman-Palladino. Van het zevende seizoen is David S. Rosenthal de producent. De serie staat bekend om de manier waarop humor wordt verwerkt in het drama, dit komt vooral door het hoge tempo waarop de meeste personages communiceren. Het script heeft vaak meer dan 70 bladzijden (vooral omdat Lorelai en Rory vaak lange en snelle gesprekken hebben) terwijl er normaal maar 50 bladzijden in een script te vinden zijn.